# Московская богословская академия

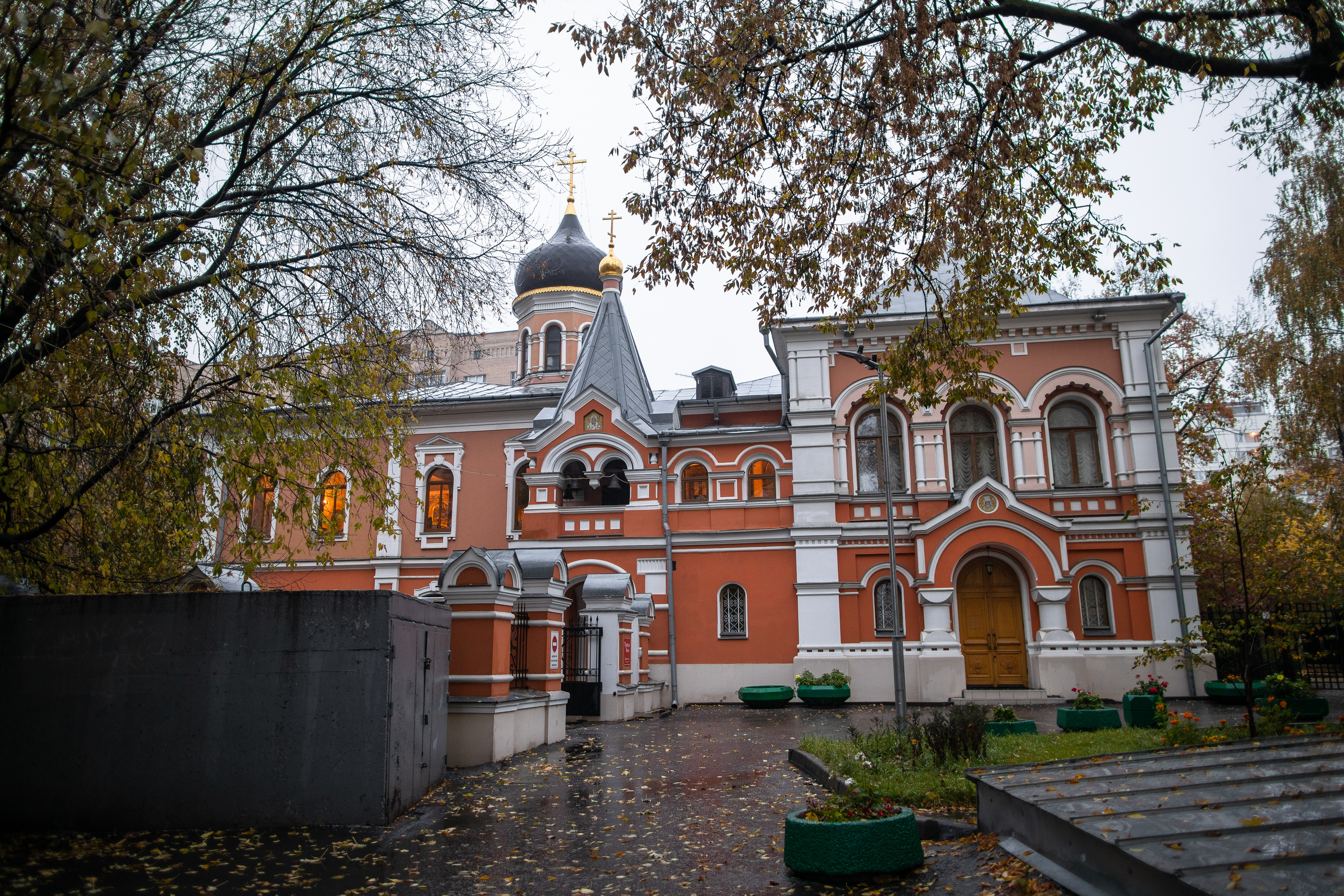
Московское подворье Троице-Сергиевой лавры. Современный вид.

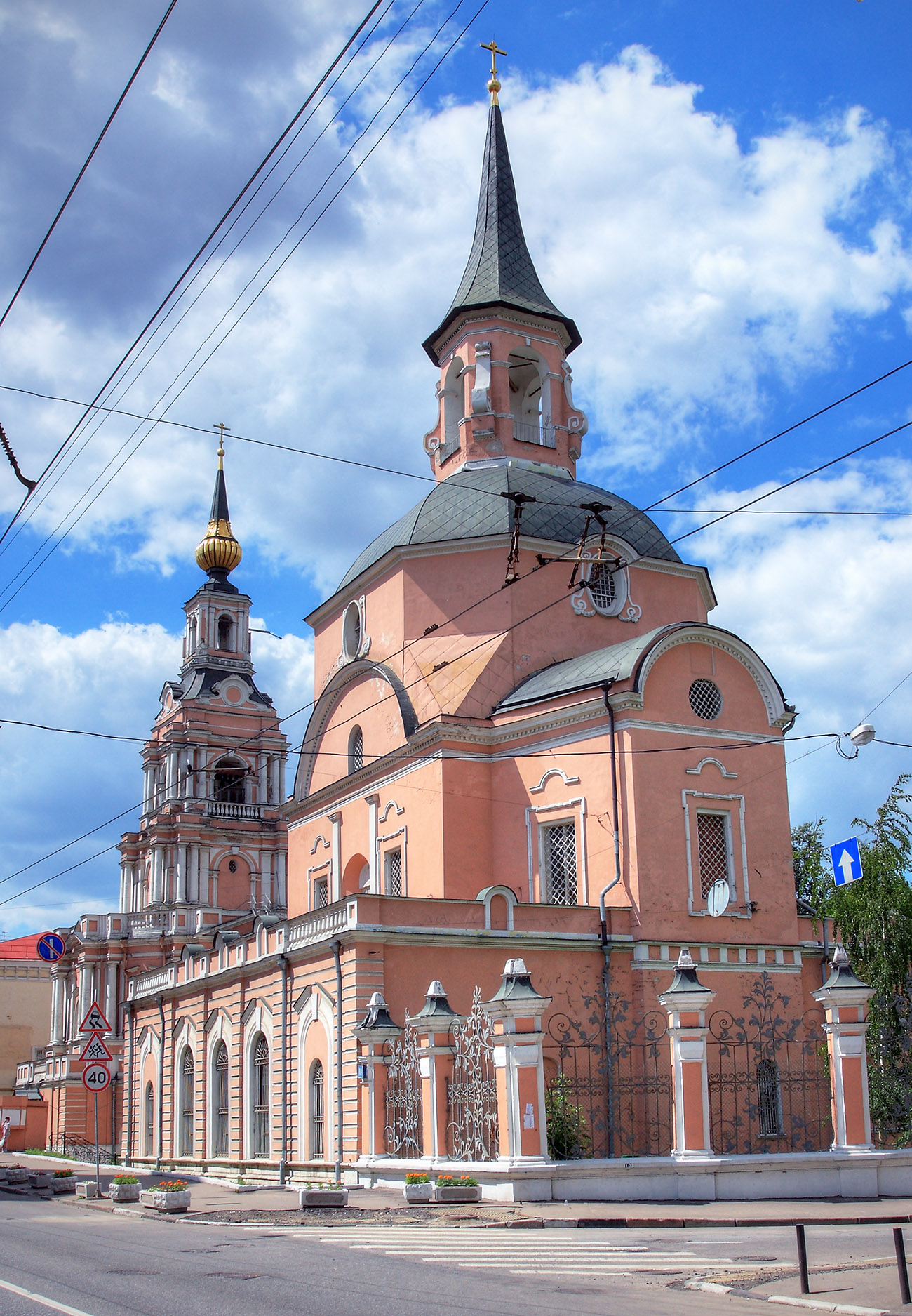
Петропавловский храм на Новой Басманной. Современный вид.

Моско́вская богосло́вская акаде́мия — обновленческое учебное заведение, действовавшее в Москве в 1923—1935 годы. Располагалось сначала Троицком подворье на Самотёке, затем в помещениях при Храме Петра и Павла на Новой Басманной.

## История
20 ноября 1923 года Комиссия по проведению отделения церкви от государства (Антирелигиозная комиссия) при ЦК РКП разрешала обновленческому Синоду открыть «в Москве Духовной Академии (Богословских курсов)». МБА заняла две комнаты на Троицком подворье, которое, в мае 1922 года захватили обновленцы. В 1923 году там размещалось обновленческое Московское епархиальное управление. Академической являлась Сергиевская церковь бывшего Троцкого подворья. Ректором академии первоначально был назначен епископ Георгий Добронравов, бывший профессор Московского университета. Срок обучения занимал 4 года. Официальное открытие МБА состоялось 6 декабря 1923 года.
Открытие МБА стало возможным благодаря колоссальной материальной помощи со стороны методистских епископов Джона Луиса Нильсена и Эдгара Блейка; последний присутствовал на обновленческом поместном соборе 1923 года. Американскими методистами за несколько лет было собрано около 30 тысяч долларов, которые и были направлены на открытие обновленческих высших школ в Москве и Петербурге. Связующим звеном между лидерами обновленчества и представителями Американской Методистской церкви стал вернувшийся в 1922 года из длительной эмиграции в Россию Юлий Фёдорович Геккер — американский и российский философ, социолог и теолог — советник Александра Введенского. Летом 1924 года зарубежная финансовая поддержка прекратилась, так как спонсоры не собирались финансировать коммунистическое строительство. Это не замедлило сказаться на положении МБА. В 1926 году Борис Титлинов писал, что «сборы на высшие богословские заведения дают ничтожные результаты». Характерен циркуляр обновленческого Священного синода от 20 декабря 1926 года, согласно которому, ввиду тяжёлого материального положения МБА, Просветительный отдел при обновленческом Священном синоде предлагает епархиальным управлениям принять на своё попечение одного или двух студентов академии, гарантировав им регулярную, хотя бы 15 рублей в месяц, стипендию из местных средств.
В апреле 1926 года ректором МБА становится митрополит и «апологет-благовестник» Александр Введенский. При нём «научные дисциплины стали преподаваться у́же и легче, и постепенно академия наполнилась так называемыми „вечными студентами“, иногда даже пожилыми священниками, которые жили в общежитии и не ходили на лекции, а служили на московских кладбищах, чтобы доставлять средства Синоду». С 1927 года МБА перешла на так называемую комплексную систему преподавания. Основной темой на первом курсе была Церковь, на втором — христианство, на третьем — религия. Уровень образования был весьма низким. Студенты, как правило, совмещали учёбу с неквалифицированной трудовой деятельностью (кололи дрова, чистили трамвайные пути, мыли посуду в ресторанах и т. п.). Лекционные курсы значительно преобладали над семинарскими занятиями. Не было ни зачётов, ни экзаменов. Такие важные для священнослужителей дисциплины как литургика и церковный устав не преподавались вообще. Московская богословская академия в 1920-х фактически являлась «церковным аналогом» Института красной профессуры со схожими принципами, задачами и методами ведения образовательной деятельности. Среди преподавательского состава присутствовали женщины, что являлось переносом советского опыта в церковную среду. Женщины допускались в МБА в качестве вольнослушательниц. К концу 1920-х годов процент женщин-вольнослушателей был незначительным: например, в 1928 года в Московской богословской академии обучались три женщины при общей численности студентов в 45 человек.
Обновленческий митрополит Тихон Попов после ареста в 1938 году, составил записку, где в том числе даёт нелицеприятную характеристику деятельности Московской богословской академии. Он, в частности, пишет, что после 1930 года был вызван на службу в Москву в президиум обновленческого Священного синода и занимал должность инспектора МБА, где также читал лекции по различным дисциплинам. Его попытки ввести строгую дисциплину дали ему среди слушателей кличку «старорежимного» инспектора. А новый режим, как указывает Тихон Попов, в академии выражался в том, что студенты, желающие устроить свою жизненную карьеру и получить доходные священнические места, зачислялись в академию без всяких знаний и предварительной подготовки, получая бесплатное жильё в Москве и места священников в московских храмах. Большинство же из них предавалось пьянству и безделью. Нередки были и обращения администрации общежития академии в милицию для наведения порядка. Характеризуя ректора академии Александра Введенского, Попов указывал, что тот рукополагал во священники, диаконы и даже епископы людей без всякого испытания и подготовки, в результате чего «в архиереях оказывались безусые юноши». По словам Тихона Попова: «весьма характерным явлением, как оттенок поспешности создания новых кадров на места умиравших и отживших священнослужителей, как теперь уже ясно, является то обстоятельство, что приём студентов, как я застал, был без всяких предварительных испытаний в познаниях не только богословских, но и элементарной грамотности. Странным и крикливым названием является и самый термин „академия“ без существования предварительных низшей и средней школы. Можно представить, что оставалось в головах в большинстве безграмотных и полуграмотных, в буквальном смысле слова, слушателей Московской Богословской академии от философских лекций митрополита, ректора и руководителя академии Александра Введенского, читаемых „учёным“ языком и „пересыпанных“ именами и цитатами из иностранных источников по философии и богословию. Они не имели никаких плодов кроме аплодисментов студентов, а также экзальтированных вольнослушательниц, посещавших исключительно лекции одного Введенского. Можно судить и о том, что в жизни и деятельности представляли из себя вышедшие из такого рассадника академии лица на церковных должностях, начиная со священнических и кончая архиерейскими».
В 1929 году ВЦИК и СНК РСФСР приняли постановление «О религиозных объединениях», в котором юридически закреплялся запрет на любое религиозное образование. Согласно статье 18, не допускалось преподавание каких бы то ни было религиозных вероучений в государственных, общественных и частных учебных и воспитательных заведениях. В виде исключения это могло быть допущено на специальных богословских курсах с особого разрешения НКВД. Благодаря этому Московская богословская академия смогла продолжить существование, но два других обновленческих учебных заведения — Ленинградского высшего богословского института в Ленинграде и Киевской высшей богословской школы в Киеве — в том же году были закрыты. Преподавателям и студентам Ленинградского высшего богословского института было предложено перейти в Московскую богословскую академию.
С 1929 года МБА располагалась в помещениях при Петропавловской церкви на Новой Басманной в Москве, где имелось общежитие на 60 человек.
По данным историка Валерия Лобанова Московская богословская академия была закрыта уже в 1931 году. По данным протоиерея Валерия Лавринова, Московская богословская академия просуществовала до 1935 года.

## Преподаватели

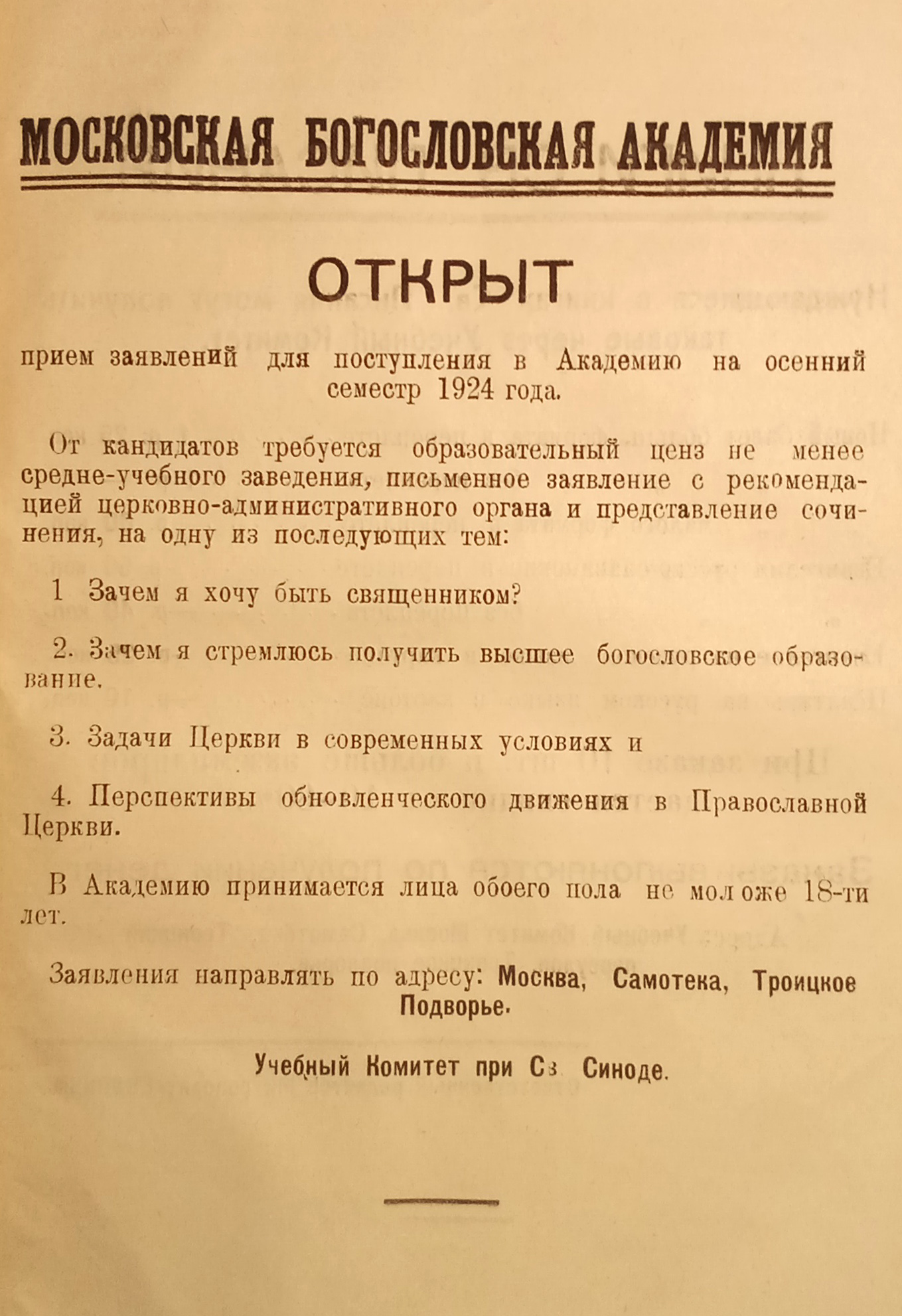

- Евдоким (Мещерский), доктор богословия — теория проповеди, греческий язык
- Георгий Добронравов, магистр богословия — Священное Писание Нового Завета
- Виталий (Введенский), магистр богословия — катехизис, церковное пение
- Александр Введенский, доктор богословия — сущность и философское обоснование христианства, апологетика, философия
- Сергей Михайлович Зарин, доктор богословия — Священное Писание Нового Завета (экзегетика), нравственное богословие
- Николай Григорьевич Попов, доктор церковного права — история Христианской Церкви, патрология, каноника
- Владимир Владимирович Шаповалов — кандидат богословия, апологетика
- Юлий Федорович Геккер, доктор философии — христианская этика и социология
- Павел Николаевич Красотин, кандидат богословия — Практика проповеди, гомилетика
- М. Н. Богословская — немецкий язык
- Василий Захарович Белоликов, магистр богословия — История Русской Церкви, сектоведение
- Антон Семигановский — история религий
- Михаил Попов, магистр богословия — история западных исповеданий, Ветхий Завет
- Александр Иванович Вознесенский, магистр богословия — Догматическое богословие, история христианской мысли
- Павел Васильевич Богословский, кандидат богорсловия — Экзегетика, Священное Писание Ветхого Завета
- А. И. Попов, кандидат богословия — греческий язык
- Сергей Васильевич Савинский, магистр богословия — литургика, церковная археология
- Петр (Сергеев) — методика апологетики и борьба с сектантством
- Павел Раевский, магистр богословия — лекции
- Константин Смирнов, магистр философии, магистр богословия — христианская этика, догматическое и нравственное богословие
- Тихон Дмитриевич Попов, магистр богословия. — гомилетика, пастырское строительство.